# Stiftungsorgan

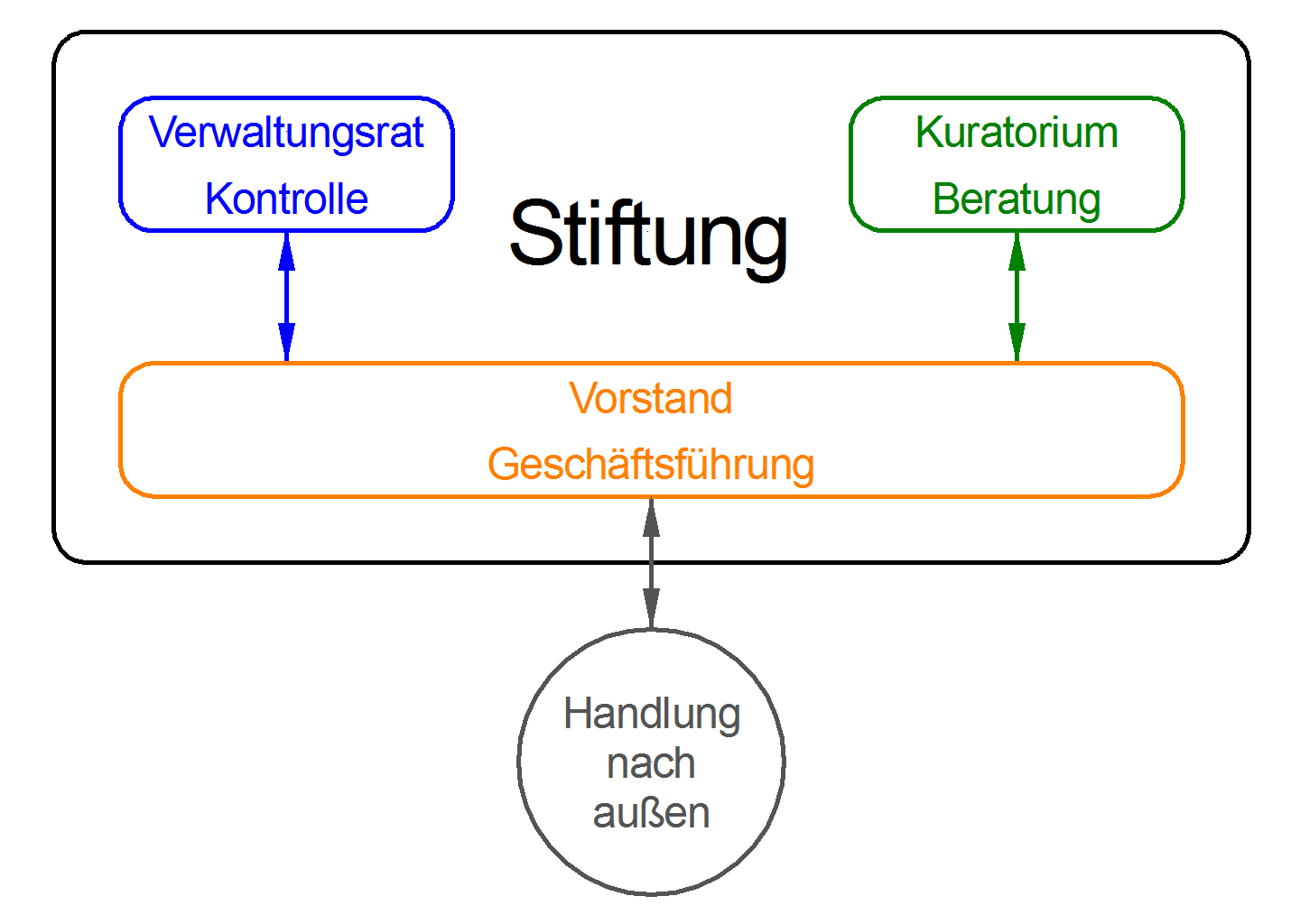
Beispiel für eine Stiftung mit drei Stiftungsorganen: Ein Vorstand (orange) führt die Geschäfte und vertritt die Stiftung nach außen und nach innen, ein Verwaltungsrat (blau) kontrolliert den Vorstand, und ein Kuratorium (grün) berät den Vorstand.

Ein Stiftungsorgan ist ein Organ einer Stiftung, dem durch die Satzung (oder die Statuten) der Stiftung bestimmte Aufgaben übertragen werden, und durch das die Stiftung handlungsfähig wird. Stiftungsorgane müssen immer mit mindestens einer Person besetzt sein (Einzelorgan), können jedoch auch als Kollegialorgan mit mehreren Personen besetzt sein. Die Mitglieder der Organe werden berufen und können ausscheiden oder abberufen werden.

## Tätigkeiten
Stiftungsorgane agieren als Treuhänder des im Stiftungsgeschäft und in der Stiftungssatzung formulierten Stifterwillens sowie des Stiftungsvermögens. Die Mitglieder von Stiftungsorganen kommen in der Regel mehrmals pro Jahr zusammen, um satzungsgemäße mündliche Beschlüsse zu fassen. Oft ist es auch möglich, diese Beschlüsse in Schriftform oder Textform zu fassen. Für die Wirksamkeit eines Beschlusses ist es nicht unbedingt erforderlich, dass alle Mitglieder eines Organs mitwirken. Befangene Organmitglieder können von der Beschlussfassung ausgeschlossen werden.
Die Organe sollen die nachhaltige Ertragsfähigkeit sicherstellen und gleichzeitig dafür sorgen, dass die Verwaltungskosten der Stiftung so gering wie möglich ausfallen.
Die Rechte und Pflichten der Stiftungsorgane sind in der Satzung der Stiftung beschrieben, darüber hinaus können sie sich Geschäftsordnungen geben. Stiftungsorgane können grundsätzlich Fehler machen, für die sie haften, und daher schließen sie in der Regel eine Vermögensschadenhaftpflichtversicherung ab, um das Stiftungsvermögen zu sichern. Stiftungsorgane können beim Verdacht auf Fehlverhalten insbesondere bei nach der Abgabenordnung als gemeinnützig anerkannten Stiftungen zum Objekt wirtschaftsstrafrechtlicher Ermittlungen werden.

## Bezeichnungen
Bei rechtsfähigen Stiftungen gibt es mindestens ein Organ, das ein gesetzlich vorgeschriebenes Entscheidungsgremium ist. Dies ist in Deutschland der Vorstand, der die Stiftung nach innen und nach außen beispielsweise in Bezug auf die Stiftungsaufsicht, die Finanzbehörden, die Destinäre oder Finanzdienstleister vertritt. In Österreich ist hierfür auch der Begriff Geschäftsführer und in Liechtenstein der Begriff Stiftungsrat gebräuchlich.
Je nach Stiftungssatzung gibt es gegebenenfalls ein weiteres Organ, das den Vorstand beaufsichtigt. Dieses hat zum Beispiel die Bezeichnung Stiftungsrat, Verwaltungsrat, Kontrollrat, Protektor oder Aufsichtsrat.
Darüber hinaus können Organe der Stiftung beratende Aufgaben übernehmen, wie zum Beispiel ein Kuratorium beziehungsweise ein Kurator, ein Beirat, ein Familientag oder ein Kollegium.